# فوتبال در ایتالیا
فوتبال، محبوب‌ترین ورزش در کشور ایتالیا است. تیم ملی فوتبال ایتالیا یکی از بهترین تیم‌های ملی فوتبال در جهان است. آن‌ها تاکنون چهار بار در سال‌های ۱۹۳۴، ۱۹۳۸، ۱۹۸۲ و ۲۰۰۶ موفق به کسب عنوان قهرمانی در جام جهانی شده‌اند و بعد از برزیل به همراه آلمان با ۴ قهرمانی در جایگاه دوم قرار دارند. هم‌چنین ایتالیا دو بار در سال‌های ۱۹۷۰ و ۱۹۹۴ نایب قهرمان شده و در سال ۱۹۹۰ توانسته مقام سوم این رقابت‌ها را کسب کند. رویارویی این تیم با برزیل با عنوان «شهرآورد جهان» شناخته می‌شود. ایتالیا همچنین توانست در سال‌های ۱۹۶۸ و ۲۰۲۰ قهرمان جام ملت‌های اروپا شود و دو بار نیز در سال‌های ۲۰۰۰ و ۲۰۱۲ عنوان نایب قهرمانی این رقابت‌ها را کسب کند. در کارنامه درخشان ایتالیا یک‌بار قهرمانی در مسابقات فوتبال المپیک ۱۹۳۶ نیز وجود دارد.
بالاترین لیگ ایتالیا، سری آ است. این لیگ به عنوان یکی از مشهورترین و تاکتیکی‌ترین لیگ‌های جهان شناخته می‌شود. تیم‌های ایتالیایی تاکنون ۴۸ عنوان قهرمانی در اروپا کسب کرده‌اند که این تعداد قهرمانی آن‌ها را به دومین لیگ موفق اروپایی بدل می‌کند. سری آ میزبان سه باشگاه مشهور و پرطرفدار یوونتوس، آث میلان و اینتر میلان است که در گروه ۱۴ عضو هستند و از محبوب‌ترین باشگاه‌های جهان به‌شمار می‌روند. گروه ۱۴ مجموعه‌ای از بهترین و شاخص‌ترین تیم‌های اروپا می‌باشد. این سه تیم به همراه آ اس رم، پارما، فیورنتینا و لاتزیو به عنوان ۷ خواهر فوتبال ایتالیا شناخته می‌شوند و از ناپولی به عنوان برادر این هفت خواهر یاد می‌شود.
مربیان ایتالیایی، موفق‌ترین مربیان فوتبال در اروپا علی‌الخصوص در لیگ قهرمانان اروپا هستند. تعداد بازیکنانی که در دوران بازی در سری آ موفق به کسب عنوان توپ طلای اروپا شده‌اند بیشتر از هر لیگ دیگری بوده‌است. کلمه‌ای که در ایتالیا برای فوتبال استفاده می‌شود، کالچو (calcio) است.
در اروپا پر افتخارترین باشگاه ایتالیایی باشگاه فوتبال آ.ث. میلان است که در لیگ قهرمانان اروپا در رقابتی نزدیک با بایرن‌مونیخ (۶)و لیورپول(۶)  با کسب  ۷ قهرمانی دومین تیم پر افتخار قاره سبز است. اما در رقابتهای  داخلی خبری از رقابت شانه به شانه نیست باشگاه فوتبال یوونتوس چنان فاصله ای ایجاد کرده که  نزدیک ترین رقبا یعنی میلان و اینترمیلان باید دو دهه بی وقفه قهرمان شوند تا به  یوونتوس برسند. یوونتوس در جام حذفی هم چنین وضعیتی دارد و رکورد دار است.
ایتالیا تاکنون دوبار در سال های ۱۹۶۸ و ۱۹۸۰ میزبان جام ملت‌های اروپا و در سال های ۱۹۳۴ و ۱۹۹۰ میزبان جام جهانی فوتبال بوده است.

## مسابقات قهرمانی کشور

### بزرگسالان

#### مردان
- سری آ (بالاترین سطح فوتبال ایتالیا)
- سری بی (دومین سطح فوتبال ایتالیا)
- سری سی (سومین سطح فوتبال ایتالیا)
- سری دی (چهارمین سطح فوتبال ایتالیا)
- اچلنتسا (پنجمین سطح فوتبال ایتالیا)
- پروموتسیونه (ششمین سطح فوتبال ایتالیا)
- پریما کاتگوریا (هفتمین سطح فوتبال ایتالیا)
- سکوندا کاتگوریا (هشتمین سطح فوتبال ایتالیا)
- ترزا کاتگوریا (نهمین سطح فوتبال ایتالیا)
- کوپا ایتالیا (جام حذفی فوتبال ایتالیا که هرساله بین تیم های سری آ و سری بی برگزار می شود.)
- کوپا ایتالیا سری سی  (دومین سطح از جام حذفی فوتبال ایتالیا که هرساله بین تیم های سری سی برگزار می شود.)
- کوپا ایتالیا سری دی  (سومین سطح از جام حذفی فوتبال ایتالیا که هرساله بین تیم های سری دی برگزار می شود.)
- سوپر جام فوتبال ایتالیا (یک تورنومنت چهار جانبه میان قهرمانان و نایب قهرمانان سری آ و کوپا ایتالیا برگزار می شود.)
- سوپر جام فوتبال ایتالیا سری سی (سوپر جام فوتبال ایتالیا سری سی که هرساله بین قهرمانان سری سی و کوپا ایتالیا سری سی برگزار می شود.)

#### زنان
- سری آ (فوتبال زنان) (بالاترین سطح فوتبال زنان ایتالیا)
- سری بی (فوتبال زنان) (دومین سطح فوتبال زنان ایتالیا)
- سری سی (فوتبال زنان) (سومین سطح فوتبال زنان ایتالیا)
- اکسلنزا (چهارمین سطح فوتبال زنان ایتالیا)
- کوپا ایتالیا (زنان) (جام حذفی فوتبال زنان ایتالیا که هرساله بین تیم های سری آ، سری بی و سری بی برگزار می شود.)
- سوپرجام (زنان) (رقابتی که هرساله بین قهرمانان سری آ  و کوپا ایتالیا برگزار می‌شود.)

### جوانان
- لیگ برتر جوانان ایتالیا (بالاترین سطح فوتبال جوانان ایتالیا)
- لیگ دسته اول جوانان ایتالیا (دومین سطح فوتبال جوانان ایتالیا)
- لیگ دسته سوم جوانان ایتالیا (سومین سطح فوتبال جوانان ایتالیا)
- لیگ دسته چهارم جوانان ایتالیا (چهارمین سطح فوتبال جوانان ایتالیا)
- کوپا ایتالیا پریماورا
- سوپرجام پریماورا

## شهرآورد ها

### بازی های مهم
مسابقه‌ای میان دو تیم بزرگ فوتبال ایتالیا یعنی یوونتوس و اینتر میلان می‌باشد. این دربی، بزرگترین، مهمترین و حساس ترین بازی فوتبال در ایتالیا است. ریشه دربی ایتالیا را به جیانی بررا، با نفوذترین روزنامه‌نگار قرن گذشته ایتالیا نسبت می‌دهند، زمانی که در اواخر دهه شصت و مشخصاً در فصل ۶۸–۱۹۶۷ کلید واژه دربی دی ایتالیا (ایتالیانو) را برای نخستین بار وارد ادبیات ورزشی کشور ایتالیا می‌کند.
شهرآورد دلا مادونینا بین دو باشگاه برجستهٔ شهر میلان یعنی آ.ث. میلان و اینتر میلان برگزار می‌شود.
این دو تیم اولین بار در تاریخ ۱۸ اکتبر ۱۹۰۸ در مقابل یکدیگر قرار گرفتند که در آن بازی تیم آ.ث. میلان با نتیجهٔ دو بر یک تیم اینتر میلان را شکست داد. اولین دیدار رسمی این دو تیم در تاریخ ۱۰ ژانویه ۱۹۰۹ برگزار شد که با برتری سه بر دو تیم آ.ث. میلان همراه بود.
این شهرآورد به افتخار تندیس مادونینا، مجسمهٔ زرین و نمادین مریم مقدس در بالای کلیسای جامع میلان، که یکی از نمادهای شهر میلان بوده، «شهرآورد دلا مادونینا» نام‌گذاری شده است.
یک دربی فوتبال میان یوونتوس و آ.ث. میلان است. این قدیمی‌ترین دربی است که هنوز در ایتالیا از سال ۱۹۰۱ انجام می‌شود و بیشترین بازی در دربی ایتالیا است.
شهرآورد دلا کاپیتاله مسابقهٔ فوتبال بین دو باشگاه مطرح شهر رم یعنی آ. اس. رم و لاتزیو می‌باشد.
این دو تیم اولین بار در تاریخ ۸ دسامبر ۱۹۲۹ در مقابل یکدیگر قرار گرفتند که در آن بازی تیم آ. اس. رم با نتیجهٔ یک بر صفر تیم لاتزیو را شکست داد.
بین دو باشگاه یوونتوس و تورینو است. این دربی با نام دربی تورین هم شناخته می‌شود. این بازی به واسطه وجود بنای تاریخی موله آنتونلیانا در شهر تورین به دربی دلا موله شهرت پیدا کرده‌است. این دربی اولین و قدیمی‌ترین شهرآورد فوتبال در ایتالیاست.

## تیم های ملی
تیم ملی فوتبال ایتالیا که به خاطر پیراهن آبی‌شان به نام آتزوری یا اسکوادرا آتزورا نامیده می‌شود سومین تیم ملی موفق در  جام جهانی فوتبال از نظر تعداد قهرمانی ها است. در طول دهه ۱۹۷۰ تا ۱۹۹۰ ایتالیا به دلیل کاتناچیو خود مشهور شد۰

### افتخارات
| بر پایه تاریخ     | بر پایه تاریخ | بر پایه تاریخ | بر پایه تاریخ | بر پایه تاریخ | بر پایه تاریخ |
| ----------------- | ------------- | ------------- | ------------- | ------------- | ------------- |
| تاریخ             | 1             | 2             | 3             | مجموع         |               |
| جام جهانی فوتبال  | ۴             | ۲             | ۱             | ۷             |               |
| جام ملت‌های اروپا  | ۲             | ۲             | ۱             | ۵             |               |
| لیگ ملت‌های اروپا  | ۰             | ۰             | ۲             | ۲             |               |
| المپیک تابستانی   | ۱             | ۰             | ۲             | ۳             |               |
| جام کنفدراسیون ها | ۰             | ۰             | ۱             | ۱             |               |
| مجموع             | ۷             | ۴             | ۷             | ۱۸            |               |

### تیم های دیگر
- زیر ۱۵ سال ایتالیا
- زیر ۱۶ سال ایتالیا
- زیر ۱۷ سال ایتالیا
- زیر ۱۸ سال ایتالیا
- زیر ۱۹ سال ایتالیا
- زیر ۲۰ سال ایتالیا
- زیر ۲۱ سال ایتالیا
- زیر ۲۳ سال ایتالیا
- مردان ایتالیا
- زنان ایتالیا

## رقابت های اروپایی برای باشگاه ها

### لیگ قهرمانان اروپا
| تیم        | تعداد قهرمانی | سال قهرمانی                                                   | تعداد نایب قهرمانی | سال نایب قهرمانی                                              |
| ---------- | ------------- | ------------------------------------------------------------- | ------------------ | ------------------------------------------------------------- |
| آ.ث. میلان | ۷             | ۶۳–۱۹۶۲, ۶۹–۱۹۶۸, ۸۹–۱۹۸۸, ۹۰–۱۹۸۹, ۹۴–۱۹۹۳, ۰۳–۲۰۰۲, ۰۷–۲۰۰۶ | ۴                  | ۵۸–۱۹۵۷، ۹۳–۱۹۹۲، ۹۵–۱۹۹۴، ۰۵–۲۰۰۴                            |
| اینترمیلان | ۳             | ۶۴–۱۹۶۳، ۶۵–۱۹۶۴، ۱۰–۲۰۰۹                                     | ۴                  | ۶۸–۱۹۶۷، ۷۳–۱۹۷۲، ۲۳–۲۰۲۲، ۲۵–۲۰۲۴                            |
| یوونتوس    | ۲             | ۸۵–۱۹۸۴، ۹۶–۱۹۹۵                                              | ۷                  | ۷۳–۱۹۷۲، ۸۳–۱۹۸۲، ۹۷–۱۹۹۶، ۹۸–۱۹۹۷، ۰۳–۲۰۰۲، ۱۵–۲۰۱۴، ۱۷–۲۰۱۶ |
| آ.اس. رم   | ۰             | –                                                             | ۱                  | ۸۴–۱۹۸۳                                                       |
| فیورنتینا  | ۰             | –                                                             | ۱                  | ۵۷–۱۹۵۶                                                       |
| سمپدوریا   | ۰             | –                                                             | ۱                  | ۹۲–۱۹۹۱                                                       |

### لیگ اروپا
| تیم        | تعداد قهرمانی | سال قهرمانی      | تعداد نایب قهرمانی | سال نایب قهرمانی |
| ---------- | ------------- | ---------------- | ------------------ | ---------------- |
| اینترمیلان | ۳             | ۱۹۹۱، ۱۹۹۴، ۱۹۹۸ | ۲                  | ۱۹۹۷، ۲۰۲۰       |
| یوونتوس    | ۳             | ۱۹۷۷، ۱۹۹۰، ۱۹۹۳ | ۱                  | ۱۹۹۵             |
| پارما      | ۲             | ۱۹۹۵، ۱۹۹۹       | ۰                  | –                |
| ناپولی     | ۱             | ۱۹۸۹             | ۰                  | –                |
| آتالانتا   | ۱             | ۲۰۲۴             | ۰                  | –                |
| آ.اس. رم   | ۰             | –                | ۲                  | ۱۹۹۱، ۲۰۲۳       |
| فیورنتینا  | ۰             | –                | ۱                  | ۱۹۹۰             |
| تورینو     | ۰             | –                | ۱                  | ۱۹۹۲             |
| لاتزیو     | ۰             | –                | ۱                  | ۱۹۹۸             |

### لیگ کنفرانس اروپا
| تیم       | تعداد قهرمانی | سال قهرمانی | تعداد نایب قهرمانی | سال نایب قهرمانی |
| --------- | ------------- | ----------- | ------------------ | ---------------- |
| آ.اس. رم  | ۱             | ۲۲–۲۰۲۱     | ۰                  | –                |
| فیورنتینا | ۰             | –           | ۲                  | ۲۳–۲۰۲۲، ۲۴–۲۰۲۳ |

### سوپر جام اروپا
| تیم         | تعداد قهرمانی | سال قهرمانی                  | تعداد نایب قهرمانی | سال نایب قهرمانی |
| ----------- | ------------- | ---------------------------- | ------------------ | ---------------- |
| آ.ث. میلان  | ۵             | ۱۹۸۹، ۱۹۹۰، ۱۹۹۴، ۲۰۰۳، ۲۰۰۷ | ۲                  | ۱۹۷۳، ۱۹۹۳       |
| یوونتوس     | ۲             | ۱۹۸۴، ۱۹۹۶                   | ۰                  | –                |
| پارما       | ۱             | ۱۹۹۳                         | ۰                  | –                |
| لاتزیو      | ۱             | ۱۹۹۹                         | ۰                  | –                |
| سمپدوریا    | ۰             | –                            | ۱                  | ۱۹۹۰             |
| اینتر میلان | ۰             | –                            | ۱                  | ۲۰۱۰             |
| آتالانتا    | ۰             | –                            | ۱                  | ۲۰۲۴             |

### جام باشگاه های جهان
| تیم         | تعداد قهرمانی | سال قهرمانی | تعداد نایب قهرمانی | سال نایب قهرمانی |
| ----------- | ------------- | ----------- | ------------------ | ---------------- |
| اینتر میلان | ۱             | ۲۰۱۰        | ۰                  | –                |
| آ.ث. میلان  | ۱             | ۲۰۰۷        | ۰                  | –                |